# Penn & Teller
Penn & Teller, Penn Jillette og Raymond Joseph Teller (kunstnernavn Teller), er amerikanske tryllekunstnere, entertainere og videnskabelige skeptikere, der har optrådt sammen siden slutningen af 1970'erne. De er kendt for deres optrædener, der kombinerer elementer af komedie med magi.

## Scene- og tv-shows
Duoen har været med i adskillige scene- og tv-shows såsom Penn & Teller: Fool Us og optræder i øjeblikket i Las Vegas på The Rio, som de trækplastre, der i længst tid har spillet på det samme hotel i Las Vegas’ historie. Penn Jillette fungerer som showets orator. Teller taler generelt ikke, mens han optræder, og kommunikerer i stedet ved at mime og med nonverbal kommunikation, selvom hans stemme af og til kan høres under deres liveshows og tv-optrædener. Udover magi er parret blevet forbundet med videnskabelig skepsis og libertarianisme, som de især giver udtryk for gennem deres tv-show Penn & Teller: Bullshit!.

## Videospil
Videospillet Penn & Teller's Smoke and Mirrors fra 1995 indeholdt et minispil kaldet Desert Bus, hvor spilleren kørte en busrute mellem Tucson og Las Vegas. Når man har nået destinationen, får spilleren ét point og kan, hvis det ønskes, så køre returruten. Spillet blev af nogle anset for at være langt og kedeligt, men fandt et kultpublikum.
Hele sættet af spil var mere en samling af tricks og pranks, snarere end spil, der skulle være underholdende at spille. Både i spillet og i interviews har Penn udtalt, at Desert Bus var en reaktion på den datidige kontrovers om voldelige videospil. og søgte at gøre grin med kontroversen ved at skabe en simulation, "forbløffende lig virkeligheden".

## Filmografi
| År   | Titel                                         | Rolle                          | Noter                                            |
| ---- | --------------------------------------------- | ------------------------------ | ------------------------------------------------ |
| 1986 | My Chauffeur                                  | Bone & Abdul                   |                                                  |
| 1987 | Penn & Teller's Cruel Tricks for Dear Friends | Dem selv                       | Direct-to-video                                  |
| 1989 | Penn & Teller Get Killed                      | Dem selv                       |                                                  |
| 1991 | The Eyes Scream: A History of the Residents   | Dem selv                       |                                                  |
| 1994 | Car 54, Where Are You?                        | Luther and Luther              | Optræder i en cameo                              |
| 1999 | Fantasia 2000                                 | Dem selv                       | Præsenterer et The Sorcerer's Apprentice segment |
| 2005 | The Aristocrats                               | Dem selv                       | Penn var medinstruktør på filmen                 |
| 2013 | Tim's Vermeer                                 | Dem selv                       | Instrueret af Teller, produceret af Penn         |
| 2014 | An Honest Liar                                | Dem selv                       |                                                  |
| 2016 | Director's Cut                                | Herbert Blount and Rudy Nelson |                                                  |

## Fjernsyn
| År         | Titel                                                           | Rolle                                                | Noter                                                                                                   |
| ---------- | --------------------------------------------------------------- | ---------------------------------------------------- | --- |
| 1985       | Miami Vice: The Prodigal Son                                    | Penn spillede Jimmy Borges                           | |
| 1987       | Miami Vice: Like a Hurricane                                    | Teller spillede Ralph Fisher                         | |
| 1985       | Penn & Teller Go Public                                         | Dem selv                                             | Filmet og først udsendt af KCET i Los Angeles                                                           |
| 1985–86    | Saturday Night Live                                             | Dem selv                                             | 7 episoder                                                                                              |
| 1987       | Invisible Thread                                                | Dem selv                                             | Også kendt som Penn & Teller's Invisible Thread                                                         |
| 1989       | Exploring Psychic Powers... Live                                | Dem selv                                             | "Helede" en falsk vable på Tellers tommelfinger                                                         |
| 1990       | The Magic of David Copperfield XII: The Niagara Falls Challenge | Dem selv                                             | Gæsteoptræden i tryllenummeret "Camera Trick"                                                           |
| 1990       | Don't Try This at Home!                                         | Dem selv                                             | |
| 1991       | Where in the World Is Carmen Sandiego?                          | Dem selv                                             | Kom med et hint til, hvor skurken var blevet af.                                                        |
| 1992       | Behind the Scenes                                               | Dem selv                                             | 10 episoder                                                                                             |
| 1993       | Live from AT&T Bell Labs                                        | Dem selv                                             | Aired only to American Schools via satellite                                                            |
| 1994       | The Unpleasant World of Penn & Teller                           | Dem selv                                             | Channel 4                                                                                               |
| 1995       | Phobophilia                                                     | Dem selv                                             | |
| 1995       | The World's Greatest Magic II                                   | Dem selv                                             | Optrådte med "Bullet Catch"-tryllekunsten til showets finale.                                           |
| 1995, 1997 | The Drew Carey Show                                             | Archibald Fenn & Geller                              | 2 episoder: "Drew Meets Lawyers" og "See Drew Run"                                                      |
| 1995–2008  | The Tonight Show with Jay Leno                                  | Dem selv                                             | 4 episoder: 14. november 1995, 27. november 1998, 13. maj 2004, 25. november 2008                       |
| 1996       | Space Ghost Coast to Coast                                      | Dem selv                                             | Episode: "$20.01"                                                                                       |
| 1996, 1997 | Sabrina, the Teenage Witch                                      | Drell & Skippy                                       | 4 episoder: "Pilot", "Terrible Things", "Jenny's Non-Dream", "First Kiss"                               |
| 1997       | Friends                                                         | Salesmen                                             | Episode: "The One With The 'Cuffs"                                                                      |
| 1997       | Muppets Tonight                                                 | Themselves                                           | Episode: "The Gary Cahuenga Episode"                                                                    |
| 1997       | Penn & Teller's Home Invasion                                   | Themselves                                           | ABC Special                                                                                             |
| 1997–2003  | Late Night with Conan O'Brien                                   | Themselves                                           | 3 episoder: 16. oktober 1997, 7. juni 2000, 23. januar 2003                                             |
| 1998       | Dharma and Greg                                                 | Vincent & Mr Boots (Uncredited)                      | Episode: "The Cat's Out of the Bag"                                                                     |
| 1998       | Babylon 5                                                       | Rebo & Zooty                                         | Episode: "Day of the Dead"                                                                              |
| 1998–99    | Penn & Teller's Sin City Spectacular                            | Dem selv                                             | 24 episoder                                                                                             |
| 1998, 2000 | The Daily Show with Jon Stewart                                 | Dem selv                                             | 2 episoder: 13. august 1998, 5. juni 2000                                                               |
| 1998 2004  | Hollywood Squares                                               | Dem selv                                             | 60 episoder                                                                                             |
| 1999       | Home Improvement                                                | Dem selv                                             | Episode: "Knee Deep"                                                                                    |
| 1999, 2011 | The Simpsons                                                    | Dem selv                                             | 2 episoder: "Hello Gutter, Hello Fadder", "The Great Simpsina"                                          |
| 2002       | ¡Mucha Lucha!                                                   | Dem selv                                             | "The Return of El Maléfico"                                                                             |
| 2002       | Grand Illusions: The Story of Magic                             | Dem selv                                             | Discovery Channel dokumentar (6 episoder )                                                              |
| 2002       | Fear Factor                                                     | Dem selv                                             | Episode: "Celebrity Fear Factor 3"                                                                      |
| 2003       | Las Vegas                                                       | Dem selv                                             | Episode: "Luck Be a Lady"                                                                               |
| 2003       | Penn & Teller's Magic and Mystery Tour                          | Dem selv                                             | Tredelt miniserie                                                                                       |
| 2003       | The Bernie Mac Show                                             | Dem selv                                             | Episode: "Magic Jordan"                                                                                 |
| 2003–10    | Penn & Teller: Bullshit!                                        | Dem selv                                             | 89 episoder                                                                                             |
| 2004       | The West Wing                                                   | Dem selv                                             | Episode: "In The Room"                                                                                  |
| 2004–10    | Last Call with Carson Daly                                      | Dem selv                                             | 6 episoder : 13. juli 2004, 16. november 2005, 5. april 2007, 16. juni 2008, 5. april 2010, 5. maj 2010 |
| 2005       | Penn & Teller: Off the Deep End                                 | Dem selv                                             | Lavet til NBC, vist 13. november 2005                                                                   |
| 2005       | Listen Up! (TV series)                                          | Dem selv                                             | Episode: "Last Vegas"                                                                                   |
| 2007, 2008 | Late Show with David Letterman                                  | Dem selv                                             | 2 episoder : #15.32, #15.113                                                                            |
| 2008       | Numb3rs                                                         | Dem selv                                             | Episode: "S5E6"                                                                                         |
| 2009       | Futurama: Into the Wild Green Yonder                            | Dem selv                                             | |
| 2009       | The Great American Road Trip                                    | Dem selv                                             | Gæster                                                                                                  |
| 2010       | Fetch! with Ruff Ruffman                                        | Dem selv                                             | De lærte en af showets deltagere, Rubye, at udføre tryllekunster                                        |
| 2010       | Hell's Kitchen                                                  | Dem selv                                             | Episode: "9 Chefs Compete Part 1"                                                                       |
| 2011       | Cash Cab                                                        | Dem selv                                             | Deltog som gæster og lod deres spil bidrage til velgørenhed                                             |
| 2011       | Penn & Teller: Tell a Lie                                       | Dem selv                                             | 6 episoder, Discovery Channel                                                                           |
| 2011–nu    | Penn & Teller: Fool Us                                          | Dem selv                                             | 70 episoder, ITV1 (Sæson 1) og The CW (Sæson 2+)                                                        |
| 2012       | The Apprentice                                                  | Dem selv                                             | Penn konkurrerede, og Teller dukkede op for at hjælpe                                                   |
| 2013       | Celebrity Apprentice                                            | Dem selv                                             | Penn konkurrerede, og Teller dukkede op for at hjælpe                                                   |
| 2014       | Wizard Wars                                                     | Dem selv                                             | Hoveddommere i alle 12 episoder til dato, SyFy                                                          |
| 2014       | Blue Peter                                                      | Dem selv                                             | Guests                                                                                                  |
| 2015       | Whose Line Is It Anyway?                                        | Dem selv                                             | Sæson 11, episode 10                                                                                    |
| 2015       | StarTalk                                                        | Dem selv                                             | Sæson 2, episode 4                                                                                      |
| 2016, 2018 | Who Wants to Be a Millionaire                                   | Sæson 15, episode 27 og Sæson 16, episode 104 og 105 | |
| 2018       | The Grand Tour                                                  | Sæson 2, episode 9                                   | |
| 2018       | Deception                                                       | "Pilot"                                              | Optræder i en cameo                                                                                     |
| 2019       | Scooby-Doo and Guess Who?                                       | Dem selv                                             | |
| 2021       | Earth To Ned                                                    | Dem selv                                             | Episode: “Alien vs. Nedator”                                                                            |
| 2021       | Hell's Kitchen                                                  | Dem selv                                             | Gæster. Episode: "Young Guns Going Big"                                                                 |
| 2022       | The Masked Singer                                               | Hydra                                                | |
| 2022       | Young Sheldon                                                   | Pimple & Pus                                         | Episode: "A Clogged Pore, a Little Spanish and the Future"                                              |

## Bøger
Penn & Teller:
- Penn & Teller's How to Play in Traffic (1997, ISBN 1-57297-293-9)
- Penn & Teller's How to Play with Your Food (1992, ISBN 0-679-74311-1)
- Penn & Teller's Cruel Tricks for Dear Friends (1989, ISBN 0-394-75351-8)

Penn uden Teller:
- Sock (2004, ISBN 0-312-32805-2)
- How to Cheat Your Friends at Poker: The Wisdom of Dickie Richard (2006, ISBN 0-312-34905-X; Co-author: Mickey D. Lynn)
- God, No!: Signs You May Already Be an Atheist and Other Magical Tales (2011, ISBN 1451610378)
- Every Day is an Atheist Holiday!: More Magical Tales from the Author of God, No! (2012, ISBN 1469276887)
- Presto!: How I Made Over 100 Pounds Disappear and Other Magical Tales (2016, ISBN 1501140183)

Teller uden Penn:
- When I'm Dead All This Will Be Yours: Joe Teller—A Portrait by His Kid (2000, ISBN 0-922233-22-5)